# Naum Kajtschew
Naum Iliew Kajtschew, bekannt als Naum Kajtschew (auch Naum Iliev Kaychev bzw. Naum Kajchev transliteriert, bulgarisch Наум Илиев Кайчев; * 29. Oktober 1970 in Sofia) ist ein bulgarischer Historiker, Balkanologe, Dozent für Neue und Moderne Geschichte an der Universität Sofia und Diplomat. Seine Forschungen gelten die Nationale Identitäten in Südosteuropa; die Bildungseinrichtungen und Lehrbücher in Südosteuropa; sowie die Geschichte Kroatiens, Serbiens und Nordmazedoniens im 19. und 20. Jahrhundert.

## Leben
Naum Kajtschew wurde 1970 in der bulgarischen Hauptstadt Sofia geboren. Seine Familie stammt aus Konomladi bei Kastoria (siehe Makedonische Bulgaren). Zwischen 1987 und 1992 studierte er Geschichte an der Universität Sofia. Er schloss das Studium an der Fakultät für Byzantinische Geschichte und Geschichte Südosteuropas mit der Magister-Arbeit Das Bildungsleben in Saloniki (1878–1908) (aus dem Bulg. Просветният живот в Солун (1878–1908)) ab. Zwischen 1994 und 1998 promovierte Kajtschew an der Universität Sofia, wobei er zwischen 1994 und 1995 Gast-Doktorand am St Edmund Hall College der Universität Oxford und im Sommer 1995 an der Universität Athen war. 1997 spezialisierte Naum an der Serbischen Akademie der Wissenschaften in Belgrad und im Jahr darauf an der Central European University in Budapest.
Seine Promotion zum Thema Makedonien im serbischen und bulgarischen öffentlichen Bewusstsein: Bilder und Vorstellungen, die von der Armee und der Schule aufgebaut wurden (1878–1912) (aus dem Bulg. Македония в българското и сръбското обществено съзнание: образи и представи, градени от училище и армия (1878–1912)) veröffentlichte Kajtschew 1998. Im Jahr darauf wurde Kajtschew für drei Jahre bulgarischer Konsul in Toronto, Kanada.
Ab 2002 ist Kajtschew Dozent für Neuere und Moderne Geschichte Südosteuropas an der Fakultät für Byzantinische Geschichte und Geschichte Südosteuropas der Universität Sofia, wobei er 2005 an der Universität Zagreb spezialisierte und zwischen 2007 und 2010 bulgarischer Konsul in Bitola, Nordmazedonien war. Ab 2015 ist Kajtschew Dekan der Fakultät für Byzantinische Geschichte und Geschichte Südosteuropas der Universität Sofia.

## Publikationen (Auswahl)
Kajtschew ist Autor von Monographien sowie wissenschaftliche Artikel in der nationalen und internationalen Fachliteratur, darunter:
- Masken runter! Nationalismus auf dem Balkan im 20. Jahrhundert (aus dem Bulg. Маски долу! Национализмът на Балканите през ХХ век), Verlag Paradigma, Sofia 2018, ISBN 978-954-326-344-8 (Co-Autor)
- Illyrien von Warna bis Villach. Die Kroatische Aufklärung, die Serben und die Bulgaren bis 1848 (aus dem Bulg. Илирия от Варна до Вилах: хърватското национално възраждане, сърбите и българите (до 1848 г.)). Verlag Paradigma, Sofia 2015, ISBN 978-954-326-242-7.
- Grigor Parlitschew und die Gebrüder Miladinowi. Neue Untersuchungen und Deutungen (aus dem Bulg: Григор Пърличев и Братя Миладинови: нови изследвания и прочити). 2. Auflage. Universitätsverlag Kliment Ohridski, Sofia 2012, ISBN 978-954-07-3296-1, (Co-Autor)
- Children into Adults, Peasants into Patriots: Army and Nation-Building in Serbia and Bulgaria (1878–1912). In: Benjamin Fortna (Hrsg.): Childhood in the Ottoman Empire and After. Brill, Leiden 2015, S. 115–140.
- Mazedonien, begehrt: die Armee, die Schule und der Aufbau der Nation in Serbien und Bulgarien (1878–1912) (aus dem Bulg. Македонийо, възжелана: армията, училището и градежът на нацията в Сърбия и България (1878–1912). Verlag Paradigma, Sofia 2003, ISBN 954-9536-79-3.
- Between Science and National Emancipation: Bulgarian Geography Textbooks on the Kingdom of Greece and Greeks (before the Crimean War). In: Études Balkaniques. 1. Ausgabe, 2015, S. 47–58.
- Bugarska i Makedonski čvor: od Stanka Vraza i Konstantina Miladinova do Europske unije. In: Hrvatska revija. 3. Ausgabe. Zagreb 2007, S. 50–54.
- Being Macedonian: Different Types of Ethnic Identifications in the Contemporary Republic of Macedonia. In: Politeja. 30. Ausgabe, Kraków 2014, S. 122–131.
- Die Politik Bulgariens gegenüber der makedonische Flüchtlingsgessenschaft zwischen 1944 und 1989) (aus dem Rus. Политика Болгарии по отношению к обществам македонских беженцев (1944–1989)), In: Славяноведение. 5. Ausgabe, Moskau 2005, S. 39–50.
- IMRO groupings in Bulgaria after the Second World War. In: James Pettifer (Hrsg.): The New Macedonian Question. London 1999, S. 167–183 (Co-Autor mit Iwanka Nedewa)
- Bulgarian Nationalism, Articulated by the Textbooks in Modern Bulgarian History. 1878–1996. In: Internationale Schulbuchforschung. 20. Ausgabe, Braunschweig 1998, S. 51–70 (Co-Autor mit Sneschana Dimitrowa).